# Жегалово (Щёлково)
Жегалово — микрорайон города Щёлково Московской области, бывшее село.
Расположен к югу от центра города, грачинит с деревней Серково.
Главная магистраль микрорайона — Московская улица, являющаяся частью Фряновского шоссе Р110.
На ней расположены остановки автобусов, связывающих микрорайон с другими частями города, а также с населёнными пунктами Загорянский, Монино, Фрязино, Фряново и с Москвой.

## История
В 1623 году — село Жегалово, бывшая деревня, вотчина Троице-Сергиева монастыря, в селе деревянная церковь Николая Чудотворца.
В 1646 году — 30 крестьянских и бобыльских дворов, 68 человек.
В 1678 году — 17 дворов и 77 человек. В 1704 году — 23 двора и 94 человека.
В 1730 году была освящена во имя св. Николая церковь, перевезенная из села Звягина и поставленная на месте сгоревшей церкви.
В середине XIX века село Жегалово относилось ко 2-му стану Богородского уезда Московской губернии и принадлежало департаменту государственных имуществ. В селе было 26 дворов, 135 душ мужского пола и 147 женского.
В «Списке населённых мест» 1862 года — казенное село 2-го стана Богородского уезда Московской губернии по левую сторону Стромынского тракта (из Москвы в Киржач), в 29 верстах от уездного города и 7 верстах от становой квартиры, при реке Понаре, 38 дворов и 315 жителей (148 мужчин, 167 женщин), православная церковь и фабрика.
В 1869 году — село Осеевской волости 3-го стана Богородского уезда с 72 дворами и 68 деревянными домами и 382 жителями (185 мужчин, 197 женщин), из них 34 грамотных мужчины и 12 женщин. Имелось 55 лошадей, 52 единицы рогатого скота и 44 мелкого, а также 820 десятин и 1200 саженей земли, из которой 46 десятин и 1200 саженей пахотной. В селе имелась построенная в 1835 году каменная церковь св. Николая с приделом Смоленской Божией Матери, школа (2 учителя и 40 учеников), запасный хлебный магазин, 2 лавки, питейный дом, крупчатка и шелковоткацкая фабрика.
По сведениям на 1886 год — село, в котором 54 двора, 341 житель, церковь и 6 лавок.
В 1913 году в селе — 76 дворов и земское училище.
По материалам Всесоюзной переписи населения 1926 года — село, центр Жегаловского сельсовета Щёлковской волости Московского уезда в 2,5 км от Стромынского шоссе и в 3 км от станции Щёлково Северной железной дороги, проживало 551 житель (267 мужчин, 284 женщины) в 99 хозяйствах (90 крестьянских), имелась школа 1-й ступени.
19 апреля 1978 года из Жегаловского сельсовета село было передано в состав города Щёлково.

## Достопримечательности
В микрорайоне имеется каменная Никольская церковь, построенная в 1835 году.
В 1941-42 годах храм был закрыт.